# Incidente del MiG-23 dell'Aeronautica militare libica del 1980
L'incidente del MiG-23 dell'Aeronautica militare libica del 1980, noto anche come incidente aereo di Castelsilano è un sinistro aviatorio avvenuto il 18 luglio 1980 vicino a Castelsilano, in Calabria. L'incidente coinvolse un MiG-23MS dell'Aeronautica militare libica, con il corpo del pilota, di nome  Ezzedin Fadah El Khalil, ritrovato privo di vita e poco distante dai rottami dell'aereo. Nonostante le versioni ufficiali sia del governo libico sia di quello italiano abbiano ipotizzato un malore del pilota che, innestato il pilota automatico, sarebbe precipitato una volta finito il combustibile, si sono sviluppate ipotesi alternative sulle cause; in particolare si sono ipotizzati collegamenti con la strage di Ustica, avvenuta il 27 giugno dello stesso anno. Giovanni Spadolini, ministro della difesa dal 1983 al 1987, ebbe a dire che chi avesse risolto il giallo del MiG avrebbe potuto capire la strage di Ustica.

## Storia
Secondo il fascicolo dei rilievi tecnici redatto dalla Legione Carabinieri di Catanzaro, alle 11:00 circa del 18 luglio alcuni abitanti del luogo videro un velivolo che volava a bassa quota e successivamente alcuni pennacchi di fumo che si levarono poco dopo un boato; alcuni testimoni si recarono sul posto, in zona Timpa delle Magare in contrada Colimiti, nel comune di Castelsilano, a mezza costa di un canalone.
Testimoni parziali del disastro aviatorio furono Addolorata Carchidi e Francesco Marano. La prima, casalinga, dichiarò ai Carabinieri di avere visto, tra le 10:30 e le 11:00 del 18 luglio 1980 mentre era intenta in faccende domestiche sull'aia della propria fattoria, «un aereo che, provenendo dalla parte di Belvedere di Spinello - Cerenzia Vecchia, procede a quota bassissima. Il velivolo le arriva quasi di fronte, poi scompare dietro un'altura. Addolorata si aspetta di vederlo dall'altro lato e cioè alla sua sinistra ma, invece, sente uno scoppio e vede levarsi delle fiamme che si propagano con rapidità. Dirà ancora d'aver notato, dopo circa tre quarti d'ora, un secondo aereo che volava in senso contrario rispetto a quello visto in precedenza. Aggiungerà, inoltre, che il primo aereo prima di scomparire "faceva poco rumore", ovvero meno rumore di quello che udiva di solito al passaggio di altri aerei. La Carchidi, in sostanza, non assiste alla caduta del jet da guerra, ma lo vede solo sparire oltre l'altura e quasi contemporaneamente sente uno scoppio. Dell'ora è sicura, perché usa un orologio da cucina collocato nel vano che dà sull'aia».
Anche il testimone Marano appare sufficientemente certo dell'orario ("intorno alle 11"), e il suo racconto appare sovrapponibile a quello della signora Carchidi, ma entrambi i testimoni (come altri che pure riferirono in merito al sorvolo di un aereo e al rumore di impatto o boato di esplosione udito nella zona) non hanno materialmente visto il velivolo schiantarsi al suolo. 
Un terzo testimone, il pastore Giuseppe Piccolo, mentre si trova con il suo gregge sul greto del torrente Lesi, vede sfrecciare un velivolo a bassa quota che sfiora la collina posta a monte di un fondo denominato Ritri in agro di Cerenzia. L'aereo - secondo il teste - vola normalmente sino a quando, per evitare un costone, vira di colpo e poi torna indietro verso Castelsilano, infine scompare. Piccolo dirà agli inquirenti che il velivolo era "di piccole dimensioni" e "aveva il motore in funzione".

### I primi interventi sul luogo del disastro
Dopo le prime segnalazioni dei testimoni citati, anche tramite passaggi intermedi, vennero informati i Vigili del Fuoco che intervennero per domare un incendio che si era nel frattempo esteso alla vegetazione e che durò per alcune ore.
A poca distanza dai rottami venne ritrovato il cadavere di un uomo in uniforme da pilota, steso supino sul terreno vicino al seggiolino, con la calotta cranica asportata e il bulbo dell'occhio sinistro fuori dall'orbita.
Intervennero anche i Carabinieri e, verso le 17:30 (forse a causa della zona impervia), alcuni ufficiali dell'Aeronautica Militare esperti di incidenti aerei, il comandante e il vicecomandante della base di Gioia del Colle, e l'allora colonnello Zeno Tascio, capo del SIOS dell'Aeronautica Militare e successivamente destinato, dopo la promozione a generale, a rivestire importanti ruoli nella Forza armata anche in relazione all'attività della Commissione Stragi sui casi di Ustica e del MiG libico.
I rottami rinvenuti il 18 luglio 1980 erano divisi in tre tronconi principali, allineati da sud verso nord: coda, motore e resto della fusoliera con le ali a geometria variabile piegate oltre il massimo consentito a causa dell'impatto. Pezzi del muso erano sparsi nella parte alta del canale, mentre più in basso erano presenti altri frammenti. La zona interessata dall'incendio è la parte sinistra della fusoliera e il fuoco appariva innescato dai liquidi residui a bordo (olii, combustibile residuo e liquidi di raffreddamento).
La salma del pilota fu rimossa solo verso le ore 20:00. L'ufficiale sanitario locale, dottor Francesco Scalise, dopo una semplice ricognizione cadaverica, indicò che la morte del pilota era avvenuta la mattina del 18 luglio. Il 19 luglio il vicepretore di Savelli rilasciò il nulla osta al seppellimento.

## Indagini
I libici ammisero fin dall'inizio la perdita del caccia e chiesero di fare parte di una commissione di inchiesta insieme alle autorità italiane. Entrambe le Forze Armate avevano rispettive competenze che le obbligavano a investigare le cause di sinistro.

### La commissione italo-libica
L'incidente fu ricostruito da un'apposita commissione nominata dallo Stato Maggiore dell'Aeronautica, formata da ufficiali dell'Aeronautica militare italiana con la partecipazione di rappresentanti dell'Aeronautica militare libica. La commissione, presieduta dall'allora colonnello Sandro Ferracuti (in seguito capo di stato maggiore dell'Aeronautica Militare) si riunì tra il 24 luglio e il 22 agosto 1980 e produsse un rapporto, chiamato Documentazione tecnico formale, che comprende anche i verbali dei Carabinieri relativi al rinvenimento del relitto, il referto dell'ufficiale sanitario e dell'autopsia alla salma del pilota e di vari allegati.
Tutti questi atti, che compongono la versione ufficiale delle autorità italiane sull'accaduto, furono oggetto di discussione in quanto stabiliscono la data dell'impatto e la morte del pilota al giorno del rinvenimento, mentre alcune teorie alternative ipotizzarono che il pilota fosse invece deceduto diverso tempo prima del 18 luglio e che, sostanzialmente, quanto osservato dai testimoni altro non fosse che una sorta di messinscena.
Il rapporto dell'Aeronautica Militare dichiarò che l'aereo sarebbe decollato dalla Libia e che, in seguito a una progressiva perdita di conoscenza del pilota, avrebbe proseguito il volo con il pilota automatico – quindi a quota livellata di 12 km – precipitando sul territorio italiano per esaurimento del combustibile. Successivamente, l'Ispettorato Telecomunicazioni e Assistenza al Volo (ITAV) produsse la Relazione dell'Ispettorato delle Telecomunicazioni e Assistenza al Volo del 15 ottobre 1988: la prima individuava cause e modalità dell'incidente calcolando traiettoria e tempi del percorso del caccia libico, la seconda «non esclude completamente» la possibilità di corrispondenza tra una traccia rilevata dal radar di Otranto il 18 luglio e il volo del MiG-23, nonostante la traccia fosse stata qualificata come "friendly", ovvero riferibile a mezzi aerotattici di paesi NATO.

Secondo la strumentazione di bordo che registrava i dati del volo (flight recorder), il volo medesimo sarebbe durato circa 80 minuti; secondo gli orari indicati nel rapporto della commissione, l'aereo sarebbe stato in aria dalle 9:54 alle 11:14, e se si corregge l'orario di decollo alle 9:44, come appunto determinato dalla commissione, dieci minuti in più, per un totale di 80 minuti. Tuttavia la registrazione dei dati di volo, che veniva effettuata su pellicola fotografica, presentava una vistosa lacuna dovuta a una zona di sovraesposizione della pellicola proprio in coincidenza della supposta transizione dal regime di volo di crociera e il regime di flame out dovuto all'asserito esaurimento del combustibile. 
« [...] la pellicola, nella sua parte terminale, ha avuto una sovraesposizione, dovuta a un arresto temporaneo non esattamente quantizzabile in tempo; dopo questa interruzione vi sono ulteriori 10" circa di registrazione attendibile, prima della fine della pellicola, durante i quali i giri del motore risultano molto bassi (15% circa), ben inferiori ai valori di minimo in volo (flame-out) e la quota di poco più bassa (10.000 m circa) di quella tenuta durante tutta la seconda fase del volo (12.000 m. circa); nessun dato è registrato da questo momento fino all'impatto; [...]»
(dalla Relazione Tecnico Formale redatta dalla Commissione d'inchiesta italo-libica, Informazioni supplementari, Vol. I, pag. 16)

### Ricostruzione ufficiale del volo

Possibile percorso compiuto dal MiG-23 libico sulla base del tracciato fornito dall'Aeronautica libica.

Secondo il rapporto stilato dall'Aeronautica Militare e dalle fonti libiche, il volo del MiG caduto faceva parte della missione NEMER, composta da due MiG-23 senza armamento né serbatoi esterni; questa missione era stata programmata il giorno precedente e prevedeva una navigazione ad alta quota (10.000 m) per simulare un'intrusione nemica. La parallela missione ARAB simulava invece l'intercettazione per un'esercitazione GCI (ground-controlled interception, intercettazione con guida da terra).
La delegazione libica fornì alle autorità italiane un tracciato del percorso seguito dall'aereo caduto, e ai punti A, B, C del detto tracciato (ricostruito in un'immagine qui a destra) si fa riferimento per la ricostruzione della rotta seguita.
La missione NEMER decollò alle ore 9:45 dall'Aeroporto di Benina, Bengasi, e raggiunse Qaminis per poi deviare e portarsi su Marsa al Burayqah, punto A, dopo circa 13 minuti dal decollo. Durante la virata, senza motivo apparente, il capo formazione (Ezzedin Khalil) perse 6.500 m di quota e solo dopo essere stato avvisato dal gregario riconquistò i 9.500 m.
Dopo circa 19 minuti dal decollo, sempre secondo la ricostruzione, l'aereo raggiunse il punto B, situato a est del punto A. Durante la virata per il punto C il capo formazione perse nuovamente quota, portandosi a 7.500 m e nuovamente avvertito dal gregario, ritornava a 10.000 m. Al passaggio dal punto B, la guida da terra iniziava le comunicazioni con la formazione.
Il MiG del capo formazione si portava, senza richiesta, a 12.000 m. Fino a 2 minuti prima dell'arrivo al punto C, a Madrasat Thalath, le trasmissioni del capo formazione erano regolari. Doppiato il punto C, però, il capo formazione prese prua a 330°, anziché quella prevista a 305°, e la mantenne costantemente fino a scomparire dal radar di Benina, che aveva una portata di oltre 300 km. Il pilota smise di rispondere alle chiamate radio.
Sia il capo formazione ARAB che la guida caccia a terra supposero un'avaria alla radio e ordinarono perciò al gregario della NEMER di passare davanti al suo capo formazione e di farsi seguire scuotendo le ali. Il gregario eseguì la manovra per ben due volte, a 40 km dalla costa, ma senza successo. Ormai, a già circa 60 km dalla costa libica e con soli 1400 litri di combustibile, il gregario si portava all'atterraggio, lasciando il capo formazione con una configurazione delle ali a 45° e quota 12 km. Il pilota gregario riferì che il capo formazione, sebbene con la testa eretta, non la muoveva né reagiva.
Gli ultimi rilevamenti radar da parte dell'Aeronautica Libica sarebbero quindi posizionati attorno ai 400 km da Benina, quando l'aereo poi ritrovato a Castelsilano aveva prua a 330°.
Le autorità libiche ipotizzarono un'autonomia di 400–500 km e iniziarono le ricerche in una zona compatibile in direzione 330° da Benina, usando mezzi esclusivamente nazionali, ma senza trovare alcunché.

## L'aereo

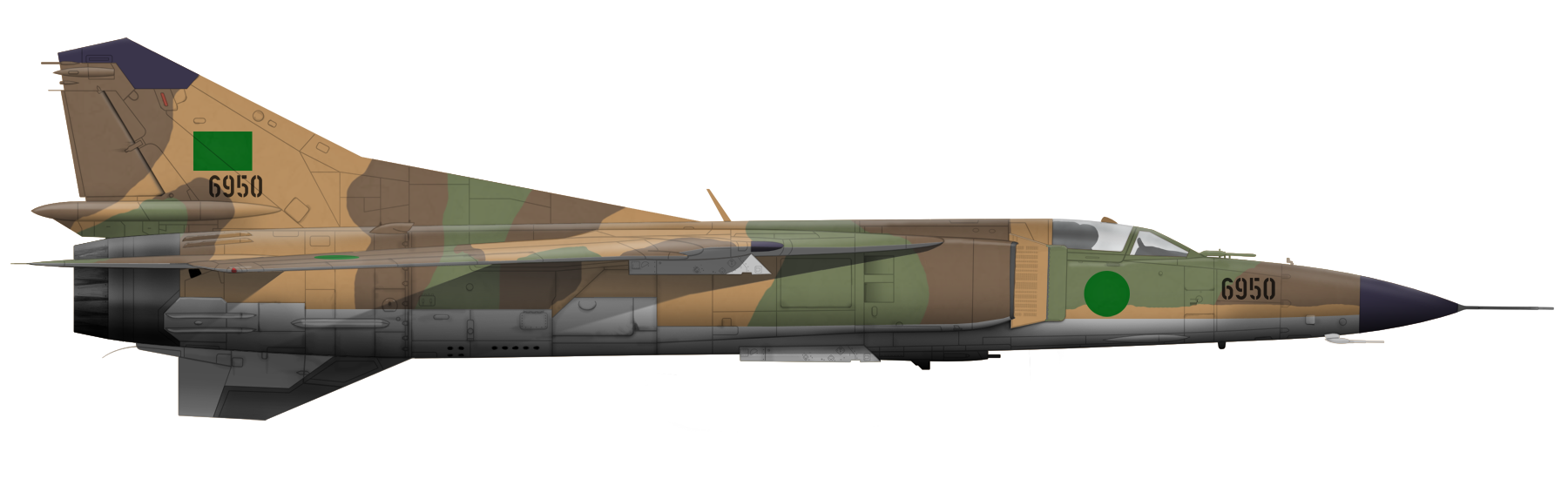
Livrea mimetica del MiG-23MS libico

L'aereo rinvenuto è un Mikoyan-Gurevich MiG-23 di fabbricazione sovietica, mimetico giallo paglierino-marrone-verde superiormente e grigio inferiormente, con le insegne dell'aeronautica libica e numero identificativo sulla deriva 6950. Non aveva armamento, a eccezione del cannoncino da 23 mm, ma privo di munizioni, e non aveva nemmeno serbatoi supplementari. Non sono state rinvenute ECM o apparecchiature fotografiche per ricognizioni.
L'esemplare è stato fabbricato il 30 novembre 1976 e consegnato alla Libia il 27 agosto 1977; il motore è un Tumanskij R-27-300. Il velivolo era spezzato in più tronconi e venne ritrovato in un punto impervio rivolto col muso a nord.
L'identificazione del modello e della forza aerea di appartenenza avvenne solo più tardi, inizialmente era stato definito come un «Phantom», «bimotore», di colore grigio, con una stella o un triangolo come distintivo.
Il relitto fu in parte riconsegnato alla Libia, in parte conservato in un hangar sull'Aeroporto di Pratica di Mare. La radiobussola modello ARK-15 è stata invece consegnata ai servizi di informazione degli Stati Uniti dietro esplicita richiesta. La non restituzione di alcuni componenti fu motivo di proteste, in seguito quietate, da parte dei libici.

## Il pilota
Il pilota, capitano Khalil Ezzeden (o Ezzedin Fadah El Khalil), fu trovato morto nei pressi del relitto. Il nome del pilota non fu ricostruito immediatamente. Il casco, rinvenuto a poca distanza intriso di sangue, è nero con scritte in alfabeto cirillico all'interno, all'esterno scritte a penna in arabo e tre gruppi di lettere sempre in arabo ma in caratteri latini su nastro adesivo: «EZZ - ETTN - KHAL» (la trascrizione è però sempre diversa: «EZZ - EDDNN - KHAL», «EZZ - EIDN - KOAL», Ezze-Eddnn-Khaled, Ezz - Edden - Khaled) da cui si cerca subito di dare un nome al pilota. Inizialmente sui registri dell'anagrafe di Castelsilano era stato annotato il nome al Adin Fadal, poi mutato in Fadal-Al-Adin, che era stato comunicato dal pretore di Savelli il 19 luglio, e dopo ancora il nome è stato corretto in Ezzedin Chalil e infine quello oggi noto.
Il corpo, ritrovato con addosso le cinghie del paracadute semiaperto a circa un metro dai resti di quello che sembra un seggiolino eiettabile, presentava gravissime lesioni estese, l'amputazione di un piede, il cranio aperto e decerebrato, le ossa facciali frantumate, l'occhio sinistro fuori dall'orbita.
Nel verbale di sopralluogo fu descritto in posizione supina, in quello di ispezione a bocconi.
Indossava una tuta di volo grigia (definita anche color avion o mimetica in altre testimonianze) e calzava stivaletti di «fattura occidentale con la sigla AM».
Secondo la delegazione libica ammessa alla commissione di inchiesta militare, il capitano Ezzeden era nato a Bengasi il 17 marzo 1950 (era quindi trentenne all'epoca del fatto) ed era in forza alla base aerea di Benina. Sempre secondo le autorità della Libia, aveva conseguito il brevetto di pilota militare nel 1972, nel 1980 aveva quindi già 8 anni di esperienza, articolati su pilotaggio di Galeb, Jastreb, MiG-21 e MiG-23 per un totale di circa 927 ore di volo assommate con addestramenti in Libia, Russia e Jugoslavia. Era qualificato come combat ready (idoneo al combattimento) e capo coppia.
Secondo fonti del SISMI, però, il pilota sarebbe stato siriano di origine palestinese; fonti giornalistiche, similmente, parlano di un mercenario siriano di origine palestinese-ebraica. Nel 1988 un imprenditore italiano in affari con la Siria telefonò alla trasmissione Telefono Giallo per riferire di informazioni apprese da un ufficiale dell'aeronautica militare di quello Stato, tale colonnello Monajer; l'imprenditore, che poi ripeté le sue affermazioni al giudice istruttore Rosario Priore, disse che il Monajer aveva affermato che il MiG era coinvolto nella strage e che il pilota, suo amico, era siriano come tutti i piloti di MiG libici. Intorno al 1990, l'Aeronautica Militare conferì alla Commissione stragi un documento medico nel quale si sosteneva che il pilota fosse circonciso.
Il corpo fu riportato in Libia con un volo apposito da Ciampino, dove riceve gli onori militari da parte dell'Aeronautica Militare italiana, la cassa è adornata di cuscini floreali con la scritta «Capitano Pilota Ezzedin Fadhel Khalil». Le autorità libiche non pagarono mai il trasporto sino a Roma all'agenzia di onoranze funebri italiana, che dal Ministero degli Esteri avrebbe recuperato solo metà di quanto dovutole.

### L'autopsia
Il 22 luglio, dietro sollecitazione dell'Aeronautica, il magistrato di Catanzaro dispose che fosse effettuata l'autopsia sul pilota.
Il 23 luglio i medici Anselmo Zurlo ed Erasmo Rondanelli, rispettivamente primario di medicina legale e cardiologo e primario patologo, entrambi provenienti dall'ospedale "San Giovanni di Dio" di Crotone e che da tempo collaboravano con la magistratura locale, eseguirono l'autopsia. Contemporaneamente il tribunale di Roma impegnato nelle indagini sulla strage di Ustica richiese ogni utile notizia relativa all'incidente e le conclusioni dei periti sull'esame della salma.
L'inizio fu ritardato dall'attesa di un ufficiale che venne appositamente in elicottero. Era presente personale non identificato non appartenente alle forze dell'ordine con il compito di fotografare e documentare. Durante l'autopsia ogni organo interno fu sollevato e presentato al fotografo per una migliore ripresa. In tutto si scattarono una ventina di fotografie.
Il cadavere si presentava in avanzato stato di decomposizione, gonfio, in necrosi gassosa, emanava forte odore. Si trovava in stato di colliquazione e nel prelevamento delle impronte digitali la pelle della mano si sfilava "come un guanto".
Erano presenti numerose larve, più concentrate nell'area genitale e nel petto. I medici rilevarono cuore e reni più piccoli della norma, in particolare il cuore presentava un assottigliamento del miocardio.
La causa della morte poteva verosimilmente ricondursi alle gravi e mortali lesioni riportate nell'incidente, lo stato del cadavere non permetteva di dire nulla circa possibili patologie precedenti allo schianto che avrebbero potuto causare autonomamente il decesso.
Ai periti fu detto di non procedere al prelievo di organi o a esami istologici e di terminare entro le 13-13:30: a quell'ora da Roma chiamò un "ufficiale al Ministero" per avere via telefono un dettagliato rapporto sull'autopsia.
Lo stesso Rondanelli parlò direttamente con l'interlocutore rispondendo a sue domande, alcune delle quali avevano per argomento questioni di interesse anche della magistratura.
Prima della stesura definitiva del referto i due medici apposero varie correzioni di refusi ma anche precisazioni: "vermi" corretto in "larve" e lo stato di decomposizione "avanzato" in "avanzatissimo". L'inchiostro appare lo stesso della firma, pertanto le correzioni dovevano essere precedenti a questa.
Conclusero: "anamnesticamente la morte si può far risalire a cinque giorni prima e cioè al venerdì 18 luglio 80".

#### La memoria aggiuntiva all'autopsia
Gli stessi periti, Zurlo e Rondanelli, dichiarano di aver discusso già nel pomeriggio del 23 dello stato di decomposizione della salma e di aver maturato il forte dubbio che fosse riferibile a un cadavere di più di 5 giorni. Il 24 luglio, dopo aver consultato testi specialistici, affermano aver stilato e consegnato alle autorità inquirenti un supplemento della perizia autoptica: una pagina e mezza di scritto che retrodatava la morte del pilota libico.
I segni che suggerivano una retrodatazione erano relativi alla massa cerebrale, la milza, il fegato che erano colliquati; i polmoni sfilacciati e colliquati. Il fegato era "collassato" e la milza "ridotta a un sacchetto contenente liquame". Le ghiandole surrenali e il pancreas che si erano dissolti per necrosi colliquativa.
Nel documento precisano inoltre le tappe della decomposizione, che prima aggredisce gli organi più ricchi di enzimi (pancreas e milza) e dopo gli altri quali i polmoni e i tessuti molli sottocutanei.
La morte del pilota sarebbe così da spostare ad almeno 15 giorni prima dell'autopsia.
Tale documento non è stato ritrovato e si è avanzato il dubbio che non sia mai esistito.
L'unico riferimento esterno all'inchiesta circa la sua esistenza è in seguito a un sequestro nel corso di altre indagini il 3 agosto 1984: si rinviene a casa di un ex agente del SISMI, Francesco Palaja, documenti classificati "segreto" e "segretissimo", appartenenti a suo dire al capo del servizio Santovito, circa lo IOR, Calvi, gli Armeni e l'attentato a Giovanni Paolo II con diversi nomi tra cui quelli di Marcinkus, Piccoli, Craxi.
Nel 1988 con lettera anonima ricevuta dagli avvocati di parte civile, l'autorità giudiziaria entra in possesso di un documento intestato "Legione Carabinieri, Reparto Operativo, 1ª Sezione" e datato 4 agosto 1984 dove si afferma di non aver fatto comparire nel verbale di perquisizione a casa di Palaja due documenti: uno circa l'abbattimento del DC-9 Itavia da parte di aerei USA e una copia del supplemento dell'autopsia del pilota libico. Ancora si legge che tali documenti vengono comunque inviati con altra certificazione. Il destinatario è il generale Pietro Musumeci.
Il responsabile del reparto a cui è intestato il documento, tenente colonnello Domenico Di Pietrillo, si presenta spontaneamente a deporre: riconosce la sua firma e di aver eseguito la perquisizione a casa di Palaja ma nega di aver mai inviato quello scritto o altri scritti al generale Musumeci.
Le dichiarazioni circa questa memoria aggiuntiva incontrarono le obiezioni dei giudici di Crotone, chiamati a indagare sulle responsabilità penali di chi avesse fatto sparire il documento. Ma in seguito agli approfonditi accertamenti, l'esistenza della memoria aggiuntiva risultò così implausibile che il Procuratore della Repubblica dottor Elio Costa richiese l'archiviazione del caso. Con l'occasione ribadì con assoluta precisione "la data e persino l'ora della caduta del mig; essa può sicuramente farsi risalire al 18.7.80 in un'ora compresa tra le 11 - 11.30.", riportando i riferimenti ai molti testimoni della caduta, alle persone accorse per spegnere l'incendio, ai militari inviati sul posto, alle conclusioni della Commissione d'inchiesta.
I giudici, sia il Procuratore Costa sia il Giudice Istruttore Staglianò che ebbe a valutarne la richiesta di archiviazione, sottolinearono che i due periti, interrogati sulla supposta sparizione di un documento importante, potenzialmente foriera di conseguenze penali, non ricordavano a chi avessero consegnato la memoria né in quale ufficio, non avevano ritenuto di informare il magistrato dell'errore in cui avrebbero affermato di essere incorsi, non avevano copia di questo elaborato che nemmeno ricordavano chi avesse materialmente redatto.  E per di più, nota il giudice istruttore Staglianò nel 1989 accertando la "manifesta infondatezza" dell'esistenza e sparizione della memoria aggiuntiva, l'ammissione di un errore così grave sarebbe stata contenuta in "una paginetta e mezza", per il che "non resta che elogiare la capacità di sintesi dei due professori, che hanno saputo compendiare in un testo di poche righe elaborazioni scientifiche di indubbia caratura e ponderosità". Lo stesso magistrato riferiva nel medesimo atto di conoscere la circostanza della vecchia amicizia che legava il professor Zurlo all'amministratore di Itavia, Davanzali, che avrebbe avuto interesse a dimostrare che il DC9 non era caduto per cedimento strutturale, ma malgrado "robusti sospetti", di ciò non vi erano prove. In ogni caso il giudice evidenziò come le dichiarazioni ai giornalisti di Zurlo e Rondanelli avessero originato "la favola del coinvolgimento del Mig libico con la tragedia di Ustica" e concluse: "Tutto il processo è stato imbastito su argomentazioni scientificamente errate e su considerazioni di livello infantile; ha preso spunto da dichiarazioni di periti che hanno dimenticato la serietà professionale e le nozioni di comune conoscenza; si è sviluppato su organi di stampa ad opera di personaggi interessati o comunque disponibili ad ogni mistificazione e ad ogni speculazione... Vicenda squallida, emblematica dell'imperante carenza di serietà e professionalità." 

## Analisi giudiziarie dell'incidente
Secondo gli atti dell'inchiesta sulla strage di Ustica, a firma del giudice istruttore Rosario Priore, la versione ufficiale, prodotta dalla commissione italo-libica, apparirebbe verosimilmente confutata da alcune testimonianze e circostanze le quali avrebbero consentito di retrodatare la caduta del velivolo libico, ponendola a immediato ridosso della tragedia del DC-9.
Tra queste, vi fu il referto autoptico di Anselmo Zurlo ed Erasmo Rondanelli, in cui i due patologi definirono «avanzatissimo» lo stato di decomposizione della salma del pilota, ma che comunque datava la morte al 18 luglio. I due medici dichiararono di aver consegnato il giorno seguente alla Procura di Crotone un supplemento di perizia in cui retrodatavano la morte del pilota proprio sulla base dello stato di putrefazione, supplemento che non risulta tra gli atti acquisiti dalla procura, mai esistita per i giudici della Procura di Crotone, sottratta invece per il giudice istruttore Priore. Vi sono altre testimonianze, raccolte sul luogo e nelle aree limitrofe, che riportavano l'evento a una data prossima o coincidente con la scomparsa del volo Itavia.
Peraltro, nel 1999 si ipotizzò che il cadavere del pilota potesse essere stato conservato in una cella frigo presso l'aeroporto militare di Gioia del Colle.
Durante il dibattimento si scontrarono sul piano tecnico i lavori dei periti di parte inquirente e di parte imputata:
- Consulenza di parte inquirente Dalle Mese-Casarosa-Held: venne nominata dal giudice istruttore nell'ottobre 1990, composta dai professori Carlo Casarosa, Enzo Dalle Mese e, successivamente, Manfred Held; produsse un documento intitolato Perizia tecnico scientifica nel maggio 1993 che discordava con le conclusioni della commissione precedente, non considerando congruenti la traiettoria ipotizzata con le tracce radar, e affermando che il caccia non aveva sufficiente combustibile per arrivare sulla Sila[62].
- Consulenza di parte imputata Dell'Oro-Di Natale: venne nominata il 22 febbraio 1991, composta dall'ingegner Giorgio Dell'Oro e da Franco Di Natale; produsse la relazione dal titolo Documentazione agli atti dell'incivolo del MiG23 Libico matricola 6950 analisi validità e completezza dati disponibili, che afferma che il combustibile del caccia sarebbe stato sufficiente[62].
- Consulenze di parte imputata Brindisino-Di Natale-Ludovisi: vennero nominate il 5 luglio 1993; produssero il documento intitolato Note critiche dei Consulenti di Parte Imputata alla perizia tecnico-scientifica relativa al MiG-23 MM 6590 delle forze aeree libiche, precipitato in Sila il 18.07.80, nel quale vengono puntualmente contestate le risultanze della Perizia Dalle Mese-Casarosa-Held. A tale documento fece seguito la risposta del collegio peritale di parte inquirente Risposte del Collegio peritale ai rilievi effettuati dai Consulenti di Parte Inquisita del 14 dicembre 1993.[62]
- Il 15 giugno 1994 i periti di parte inquisita depositarono una successiva perizia a cui nuovamente fece seguito, il 21 marzo 1995, una perizia di parte inquirente dal titolo Osservazioni del Collegio Peritale sui contenuti del documento presentato all'AG dai Consulenti di Parte Inquisita in data 15 giugno 94. La parte inquisita non ritenne necessaria un'ulteriore perizia.[62] Ciò nonostante, le conclusioni dei consulenti di parte vennero fatte proprie dal giudice istruttore.[63]

L'indagine tecnica di parte inquirente relativa alle condizioni meteo del 18 luglio e alle caratteristiche di funzionamento del pilota automatico del MiG-23, concluse che il velivolo sarebbe dovuto cadere più a ovest e ben prima di raggiungere le coste calabresi. Anche la corrispondenza tra la traccia radar rilevata da Otranto fu ritenuta incompatibile con quanto concluso nella relazione della commissione italo-libica.
Sulla copia della pellicola della scatola nera (FDR) a disposizione dell'autorità giudiziaria non erano registrati né l'angolo di prua, né la data di volo; l'originale era stata consegnata al SIOS e al momento delle indagini non era più disponibile agli atti per un confronto.

Il giudice Rosario Priore durante un sopralluogo effettuato l'8 ottobre 1990 nel sito di ritrovamento del MiG.

Esiste una missiva datata il 9 dicembre 1988 in cui lo Stato Maggiore della Difesa, dopo aver interessato le tre forze armate e ottenuto le risposte ai quesiti richiesti, riferiva che:
Secondo l'istruttoria Priore, l'esercitazione in corso il 18 luglio 1980 e il conseguente stato di allerta che ne derivava, sia della rete radar che degli intercettori in volo, rendeva incompatibile la «penetrazione non identificata di un velivolo estraneo» nell'area in quella data, per lo meno nelle modalità descritte dalla Commissione Italo-Libica: pilota svenuto o deceduto, volo rettilineo e ad alta quota, condizioni che avrebbero reso visibile l'aereo da tutti i radar.

### Testimonianze a contrasto del rapporto dell'Aeronautica
La circostanza secondo cui il Mig libico rinvenuto nel territorio di Castelsilano non fosse precipitato il 18 luglio 1980 ma la notte stessa della caduta del DC9 Itavia fu evocata dalla dichiarazione resa dall'avvocato catanzarese Enrico Brogneri, che l'11 ottobre 1989 scrisse una lettera alla redazione del quotidiano "La Stampa" riferendo di aver visto un aereo militare sorvolare la città di Catanzaro, a bassa quota, la sera del 27 giugno 1980 (data della caduta del DC-9 Itavia). Interrogato dal giudice Bucarelli in qualità di teste nell'ambito dell'inchiesta sulla strage di Ustica, l'avvocato affermò di non aver visto la coccarda stampigliata sulla carlinga, che era di colore bianco-celestino; descrisse il velivolo come una sagoma compatta a forma di triangolo equilatero, precisando che gli era parso privo di armamento e che volava in planata, con luci e motori spenti, come se fosse in difficoltà. Successivamente Brogneri incontrò il giornalista Claudio Gatti, conversando col quale affermò che l'aereo da guerra in questione non corrispondeva al MiG libico. Gatti gli chiese quindi di visionare diversi modelli di aereo, e l'avvocato affermò di riscontrare una somiglianza col la sagoma dei Dassault Mirage francesi o dei Kfir israeliani. Dopo tale incontro, Brogneri dichiarò di sospettare che a Castelsilano qualcuno avesse attuato un depistaggio volto a scollegare l'episodio del MiG dalla caduta del DC-9, a suo dire allo scopo di far riferire al leader libico Muʿammar Gheddafi la paternità della strage. L'avvocato informò il giudice istruttore Priore della nuova evenienza e del suo sospetto in una lettera dell'8 settembre 1992, con la quale gli chiese tra l'altro di valutare « [...] se l'eventuale attività di depistaggio, volto a postdatare l'evento» fosse stata o meno «preceduta dal preliminare recupero dell'aereo effettivamente caduto e dalla sua sostituzione con un diverso tipo di velivolo».
A seguito di siffatta deposizione, Priore si recò in Calabria per ascoltare altri possibili testimoni. A suffragare l'ipotesi che l'aereo libico MiG-23 fosse caduto non il 18 luglio, come sostenuto dalla versione ufficiale, bensì il 27 giugno 1980 contemporaneamente al DC-9 Itavia, intervenne la testimonianza di Filippo Di Benedetto, che nel 1980 era caporale e prestava servizio di leva presso la caserma Settino di Cosenza; costui dichiarò al giudice che il 28 giugno 1980 (il giorno successivo alla caduta del DC-9 Itavia) era stato inviato per servizio insieme ad altri soldati nella zona di Castelsilano, dove era caduto un aereo da guerra che avrebbero dovuto piantonare.
Questa versione venne confermata dai suoi commilitoni del battaglione "Sila", dai militari del 67º battaglione Bersaglieri "Persano" e del 244º battaglione fanteria "Cosenza" sostenenti di aver effettuato servizi di sorveglianza al MiG-23 non a luglio, bensì a fine giugno 1980.
Inoltre le testimonianze depositate dei sottufficiali Nicola De Giosa e Giulio Linguanti affermanti che «La fusoliera del MiG era foracchiata come se fosse stata mitragliata [...] erano sette od otto fori da 20 mm [...] ritenni che si trattasse di colpi di cannoncino [...]» convergevano sull'ipotesi che il MiG fosse caduto in circostanze non chiare, ma diverse da quanto ufficialmente dichiarato inscrivendosi nella prospettiva che il caccia libico fosse stato protagonista, diretto o indiretto, degli eventi che avevano portato alla caduta dell'aereo civile italiano. Potrebbe, infatti, essere verosimile che dopo l'abbattimento del volo ITAVIA e del MIG-23 che vi si nascondeva sotto, il secondo MiG-23, pilotato dal libico Ezzedin Fadah El Khalil ed in fuga verso sud-sud-est, sia stato raggiunto in seguito dai caccia statunitensi e da questi abbattuto, precipitando, così, nei pressi di Castelsilano.